# معبد رانجاناثاسوامي
معبد رانجاناثاسوامي هو معبد هندوسي يقع في تيريوشيراببالي،تاميل نادو،الهند.يع المعبد أكبر مجمع معابد في الهند وأحد أكبر المجمعات الدينية في العالم.